# The Story
The Story je druhé studiové album americké zpěvačky Brandi Carlile. Vydáno bylo v dubnu roku 2007 společností Columbia Records a jeho producentem byl T-Bone Burnett. Nahráno bylo během jedenácti dnů v kanadském Vancouveru. V hitparádě Billboard 200 se umístilo na osmapadesáté příčce.

## Seznam skladeb
1. „Late Morning Lullaby“ – 3:27
2. „The Story“ – 3:58
3. „Turpentine“ – 2:58
4. „My Song“ – 4:28
5. „Wasted“ – 3:47
6. „Have You Ever“ – 2:32
7. „Josephine“ – 3:02
8. „Losing Heart“ – 3:35
9. „Cannonball“ – 3:52
10. „Until I Die“ – 4:06
11. „Downpour“ – 3:14
12. „Shadow on the Wall“ – 3:15
13. „Again Today“ – 10:38

## Obsazení
- Brandi Carlile – kytara, zpěv, doprovodné vokály
- Matt Chamberlain – bicí
- Keefus Ciancia – klávesy
- Phil Hanseroth – baskytara, doprovodné vokály
- Tim Hanseroth – kytara, doprovodné vokály
- David Palmer – klávesy
- Amy Ray – doprovodné vokály
- Emily Saliers – doprovodné vokály